# Lindera fragrans
Lindera fragrans (лат.) — вид двудольных растений рода Линдера (Lindera) семейства Лавровые (Lauraceae). Впервые описан британским ботаником Дэниелом Оливером в 1888 году.

## Распространение и среда обитания
Эндемик Китая, известный из провинций Гуйчжоу, Хубэй, Шэньси, Сычуань и из Гуанси-Чжуанского автономного района.

## Ботаническое описание
Небольшое вечнозелёное дерево высотой до 5 м. Кора жёлто-коричневая. Молодые ветви сине-зелёные или жёлто-коричневые, стройные, гладкие.
Листья бледно-зелёные сверху и зелёные снизу, ланцетовидной или узко-яйцевидной формы; размещены очерёдно. Примечательно, что отдельные особенности листа (например, опушение и жилкование) различаются в зависимости от высоты, на которой произрастает растение (700—2100 м над уровнем моря).
Соцветие несёт по 2—4 цветка. Мужские цветки жёлтые, ароматные, шестилепестковые.
Плоды яйцевидные, сине-зелёного цвета (переспевшие — пурпурно-чёрные).

## Синонимы
Синонимичные названия:
- Lindera fragrans var. linearifolia Y.K. Li
- Lindera rosthornii Diels
- Lindera supracostata var. chuaneensis H.S. Kung